# 159181 Berdychiv
159181 Berdychiv è un asteroide della fascia principale. Scoperto nel 2005, presenta un'orbita caratterizzata da un semiasse maggiore pari a 3,1480749 UA e da un'eccentricità di 0,1532850, inclinata di 4,63819° rispetto all'eclittica.